# Rae Sremmurd
Rae Sremmurd – amerykański duet hiphopowy. W jego skład wchodzą bracia  Swae Lee (Khalif Brown) i Slim Jxmmi (Aaquil Brown).

## Historia zespołu
Duet wziął swoją nazwę od nazwy kompozytorsko-producenckiej grupy "Ear Drummers", tyle że czytanej od tyłu. Zadebiutował w lutym 2014 singlem "We", podpisując kontrakt z wytwórnią Interscope, co zaowocowało kolejnymi singlami "No Flex Zone", "No Type" oraz "Throw Sum Mo" (z udziałem Nicki Minaj i Young Thug). Na początku 2015 ukazał się debiutancki album duetu " SremmLife". Wszystkie trzy pierwsze single dla Interscope trafiły do pierwszej dziesiątki zestawienia Hot Rap Songs magazynu Billboard, a dwa pierwsze zyskały również status platnowej płyty. W 2016 bracia powrócili z singlem "By Chance," i albumem  "SremmLife 2". Pod koniec 2016 ich kolejny singel  "Black Beatles" (z udziałem Gucci Mane) osiągnął pierwsze miejsce na liście Billboardu.
W 2018 Rae Sremmurd opublikowali single "Perplexing Pegasus", "T'd Up" oraz "Powerglide" (z gościnnym udziałem Juicy J). Zapowiadały one trzypłytowy album "SR3MM". Pierwsza płyta albumu zawierała produkcje duetu, dwie kolejne były solowymi debiutami członków zespołu. Album zadebiutował na szóstym miejscu listy Billboard 200.

## Dyskografia
- 2015: SremmLife (Interscope)
- 2016: SremmLife2 (Interscope) – złota płyta w Polsce[2]
- 2018: SR3MM (Eardruma / Mike Will Made-It)[3]
- 2023: Sremm 4 Life (Eardruma, Interscope)[4]

## Nagrody i wyróżnienia
Billboard Music Award w kategorii Top Rap Collaboration. za singel "Black Beatles"